# Oscar Swahn
Oscar Swahn (20 de octubre de 1847—1 de mayo de 1927) fue un tirador deportivo sueco que compitió en tres ediciones de los Juegos Olímpicos entre 1908 y 1920, donde ganó seis medallas, tres de ellas de oro.
Es el campeón olímpico de más edad de la historia, pues tenía 64 años cuando ganó una medalla de oro en Estocolmo 1912. También es el medallista de más edad, pues ganó una medalla de plata en Amberes 1920 cuando tenía 72 años. Y es además el participante de más edad que haya competido en unos Juegos Olímpicos.

## Trayectoria
En su primera participación olímpica, en los Juegos de Londres 1908, con 60 años, ganó dos medallas de oro en "ciervo móvil - disparo simple", en la prueba individual como en equipos. También ganó el bronce en la prueba individual de "ciervo móvil - doble disparo". En ese momento no era el campeón olímpico más viejo, pues tenía un año menos que el británico Joshua Millner, campeón en esos mismos juegos con 61 años en la prueba de "rifle a 1000 yardas".
En 1912 Oscar Swahn compitió en su propio país, Suecia, en los Juegos Olímpicos de Estocolmo 1912. Allí ganó el oro en la prueba de "ciervo móvil - disparo simple" por equipos, aunque solo pudo ser quinto en la prueba individual, precisamente en una prueba en la que el ganador fue su propio hijo Alfred Swahn. Oscar ganó otra medalla, de bronce, en la prueba individual de "ciervo móvil - doble disparo".
Con 64 años, ya era el deportista de más edad en la historia en ganar una medalla de oro, pero aún no había concluido su trayectoria olímpica.
Pese a que los Juegos de 1916 que se iban a celebrar en Berlín no llegaron a realizarse a causa de la Primera Guerra Mundial, Oscar Swahn participó en los siguientes, los Juegos Olímpicos de Amberes 1920, a los 72 años, y aunque no destacó en los eventos individuales, ganó una medalla de plata en la prueba de "ciervo móvil - doble disparo" por equipos, y acabó cuarto en "ciervo móvil - disparo simple" también por equipos.
Con esta medalla de plata ganada a los 72 años es el medallista de más edad en la historia olímpica. También es el participante más mayor en competir en unos Juegos.
Oscar Swahn ya no compitió en los siguientes Juegos, los de París 1924, a causa de estar enfermo, pese a que ya se había clasificado para ir.
Falleció en 1927 a los 79 años de edad.
En sus tres participaciones olímpicas, estuvo acompañado por su hijo Alfred Swahn, que además de las medallas por equipos también ganó dos oros, una plata y un bronce en eventos individuales.